# Негово височество, принцът на Неапол и принцеса Елена на посещение в катедралата Сан Джовани във Флоренция
„Негово височество, принцът на Неапол и принцеса Елена на посещение в катедралата Сан Джовани във Флоренция“ (на италиански: S.A.R. il Principe di Napoli e la Principessa Elena visitano il battistero di S. Giovanni a Firenze) е италиански късометражен документален ням филм от 1895 година, заснет от един от основоположниците на италианската кинематография, продуцента и режисьор Филотео Алберини. В наши дни, това е първият известен в историята на киното италиански филм.